# جون هيغينز
جون هيغينز (بالإنجليزية: John Higgins)‏ (مواليد 18 مايو 1975 في اسكتلندا) هو لاعب سنوكر اسكتلندي محترف. بدأ احترافه للسنوكر سنة 1992، خلال مسيرته حصل على 28 لقب، منهم 4 ألقاب لبطولة العالم في السنوكر، وثلاثة ألقاب لبطولة بريطانيا للسنوكر.

## روابط خارجية
- جون هيغينز على موقع CueTracker.net (الإنجليزية)
- جون هيغينز على موقع بطولة العالم للسنوكر (الإنجليزية)
- جون هيغينز على موقع اللجنة الأولمبية الصينية (الإنجليزية)